# Amplectobeluidae
De Amplectobeluidae zijn een familie van uitgestorven radiodonten uit het Cambrium.

## Definitie
In 2014 werd Amplectobeluidae gedefinieerd als de meest inclusieve clade inclusief Amplectobelua symbrachiata maar niet Anomalocaris canadensis, Tamisiocaris borealis of Hurdia victoria.

## Beschrijving
Amplectobeluiden zijn te herkennen aan de frontale aanhangsels met goed ontwikkelde eerste distale endiet, die een tangachtige structuur vormen die vermoedelijk beter geschikt is voor een grijpfunctie. Complete lichaamsfossielen van Amplectobeluidae zijn alleen bekend bij Amplectobelua en Lyrarapax, beide tonen een combinatie van kenmerken die lijkt op Anomalocaris (dat wil zeggen gestroomlijnd lichaam; kleine kop met eivormige sklerieten; goed ontwikkelde zwemkleppen; een paar caudale furcae). Een ander onderscheidend kenmerk dat alleen bekend is bij generieke samplectobeluiden, waren paren van gnathobase-achtige structuren (bekend van Amplectobelua en Ramskoeldia), of een orale kegel met een combinatie van tetraradiale opstelling en schaalachtige knooppunten (bekend van Lyrarapax en Anomalocaris kunmingensis).

## Classificatie
Begin 2014 werd Anomalocaris kunmingensis voorlopig toegewezen aan Amplectobelua door Vinther et al. Later dat jaar negeerden de ontdekkers van Lyrarapax unguispinus die beoordeling echter en creëerden een genus binnen Amplectobelua sensu Vinther et al. Onbepaalde frontale aanhangsels die aan deze groep kunnen worden toegewezen, zijn bekend uit de Parker-formatie van Vermont.

## Fylogenie
Een a posteriori-gewogen fylogenetische analyse in 2014 vond de volgende verwantschappen binnen de Amplectobeluidae:
|  | NIGP 154565          |
|  |                      |
|  | "Anomalocaris" saron |
|  |                      |

|  | Lyrarapax unguispinus                                                                     |
|  |                                                                                           |
|  | \| \| Amplectobelua symbrachiata \| \| \| \| \| \| Amplectobelua stephenensis \| \| \| \| |
|  |                                                                                           |
|  | Amplectobelua symbrachiata                                                                |
|  |                                                                                           |
|  | Amplectobelua stephenensis                                                                |
|  |                                                                                           |

|  | Amplectobelua symbrachiata |
|  |                            |
|  | Amplectobelua stephenensis |
|  |                            |

|  | Lyrarapax unguispinus                                                                     |
|  |                                                                                           |
|  | \| \| Amplectobelua symbrachiata \| \| \| \| \| \| Amplectobelua stephenensis \| \| \| \| |
|  |                                                                                           |
|  | Amplectobelua symbrachiata                                                                |
|  |                                                                                           |
|  | Amplectobelua stephenensis                                                                |
|  |                                                                                           |

|  | Amplectobelua symbrachiata |
|  |                            |
|  | Amplectobelua stephenensis |
|  |                            |